# Catálogo Ross
El Catálogo Ross es un catálogo estelar realizado por el astrónomo Frank Elmore Ross en la primera mitad del siglo XX, a lo largo de un período que se extiende de 1925 a 1939. Este catálogo contiene 1094 estrellas cuyo movimiento propio es elevado, caracterizando así estrellas relativamente próximas al sistema solar.

## Ejemplos de estrellas conocidas por su número Ross
Algunas de las estrellas más cercanas al sistema solar son comúnmente conocidas por su número de Catálogo Ross. En la tabla siguiente se recogen algunas de ellas.
| Estrella | Nombre alternativo | Constelación | Distancia (Años luz) | Características destacables                                                                        |
| -------- | ------------------ | ------------ | -------------------- | -------------------------------------------------------------------------------------------------- |
| Ross 154 | V1216 Sagittarii   | Sagitario    | 9,68                 | Séptima estrella más cercana al sistema solar. Enana roja y estrella fulgurante                    |
| Ross 248 | HH Andromedae      | Andrómeda    | 10,32                | Octava estrella más cercana al sistema solar.                                                      |
| Ross 128 | FI Virginis        | Virgo        | 10,92                | Undécima estrella más cercana al sistema solar. Se ha detectado polvo alrededor de esta enana roja |
| Ross 614 | V577 Monocerotis   | Monoceros    | 13,3                 | Sistema binario compuesto por dos enanas rojas con un período orbital de 16,6 años                 |
| Ross 619 | Gliese 299         | Cáncer       | 22,3                 | Posible estrella de halo                                                                           |